# Saturn Award für die beste TV-Hauptdarstellerin
Folgende Darstellerinnen haben den Saturn Award für die beste TV-Hauptdarstellerin gewonnen:
| Jahr |                | Preisträger           | Film oder Serie                            | Weitere Nominierungen |
| ---- | -------------- | --------------------- | ------------------------------------------ | --- |
| 1997 |                | Gillian Anderson      | Akte X – Die unheimlichen Fälle des FBI    | Claudia Christian für Babylon 5 Melissa Joan Hart für Sabrina – Total Verhext! Lucy Lawless für Xena – Die Kriegerprinzessin Helen Shaver für Poltergeist – Die unheimliche Macht Megan Ward für Dark Skies – Tödliche Bedrohung                                          |
| 1998 |                | Kate Mulgrew          | Star Trek: Raumschiff Voyager              | Gillian Anderson für Akte X – Die unheimlichen Fälle des FBI Sarah Michelle Gellar für Buffy – Im Bann der Dämonen Jeri Ryan für Star Trek: Raumschiff Voyager Ally Walker für Profiler Peta Wilson für Nikita                                                            |
| 1999 |                | Sarah Michelle Gellar | Buffy – Im Bann der Dämonen                | Gillian Anderson für Akte X – Die unheimlichen Fälle des FBI Claudia Christian für Babylon 5 Shannen Doherty für Charmed – Zauberhafte Hexen Ally Walker für Kate Mulgrew Jeri Ryan für Star Trek: Raumschiff Voyager                                                     |
| 2000 |                | Margaret Colin        | Future Man                                 | Gillian Anderson für Akte X – Die unheimlichen Fälle des FBI Claudia Black für Farscape Shannen Doherty für Charmed – Zauberhafte Hexen Sarah Michelle Gellar für Buffy – Im Bann der Dämonen Kate Mulgrew für Star Trek: Raumschiff Voyager                              |
| 2001 |                | Jessica Alba          | Dark Angel                                 | Charisma Carpenter für Angel – Jäger der Finsternis Sarah Michelle Gellar für Buffy – Im Bann der Dämonen Claudia Black für Farscape Kate Mulgrew für Star Trek: Raumschiff Voyager Gillian Anderson für Akte X – Die unheimlichen Fälle des FBI                          |
| 2002 |                | Yancy Butler          | Witchblade – Die Waffe der Götter          | Sarah Michelle Gellar für Buffy – Im Bann der Dämonen Jessica Alba für Dark Angel Claudia Black für Farscape Kristin Kreuk für Smallville Gillian Anderson für Akte X – Die unheimlichen Fälle des FBI                                                                    |
| 2003 |                | Jennifer Garner       | Alias – Die Agentin                        | Charisma Carpenter für Angel – Jäger der Finsternis Sarah Michelle Gellar für Buffy – Im Bann der Dämonen Claudia Black für Farscape Kristin Kreuk für Smallville Emily Bergl für Taken                                                                                   |
| 2004 |                | Amber Tamblyn         | Die himmlische Joan                        | Jennifer Garner für Alias – Die Agentin Sarah Michelle Gellar für Buffy – Im Bann der Dämonen Ellen Muth für Dead Like Me – So gut wie tot Kristin Kreuk für Smallville Eliza Dushku für Tru Calling – Schicksal reloaded!                                                |
| 2005 |                | Claudia Black         | Farscape: The Peacekeeper Wars             | Jennifer Garner für Alias – Die Agentin Amber Tamblyn für Die himmlische Joan Evangeline Lilly für Lost Kristen Bell für Veronica Mars Anne Heche für The Dead Will Tell                                                                                                  |
| 2006 |                | Kristen Bell          | Veronica Mars                              | Jennifer Garner für Alias – Die Agentin Jennifer Love Hewitt für Ghost Whisperer – Stimmen aus dem Jenseits Evangeline Lilly für Lost Patricia Arquette für Medium – Nichts bleibt verborgen Kristin Kreuk für Smallville                                                 |
| 2007 |                | Jennifer Love Hewitt  | Ghost Whisperer – Stimmen aus dem Jenseits | Katee Sackhoff für Battlestar Galactica Kyra Sedgwick für The Closer Evangeline Lilly für Lost Patricia Arquette für Medium – Nichts bleibt verborgen Kristen Bell für Veronica Mars                                                                                      |
| 2008 |                | Jennifer Love Hewitt  | Ghost Whisperer – Stimmen aus dem Jenseits | Kyra Sedgwick für The Closer Evangeline Lilly für Lost Anna Friel für Pushing Daisies Holly Hunter für Saving Grace Lena Headey für Terminator: The Sarah Connor Chronicles                                                                                               |
| 2009 |                | Mary McDonnell        | Battlestar Galactica                       | Anna Torv für Fringe – Grenzfälle des FBI Jennifer Love Hewitt für Ghost Whisperer – Stimmen aus dem Jenseits Evangeline Lilly für Lost Lena Headey für Terminator: The Sarah Connor Chronicles Kyra Sedgwick für The Closer Anna Paquin für True Blood                   |
| 2010 |                | Anna Torv             | Fringe – Grenzfälle des FBI                | Anna Gunn für Breaking Bad Jennifer Love Hewitt für Ghost Whisperer – Stimmen aus dem Jenseits Evangeline Lilly für Lost Kyra Sedgwick für The Closer Kyra Sedgwick für The Closer Anna Paquin für True Blood                                                             |
| 2011 |                | Anna Torv             | Fringe – Grenzfälle des FBI                | Sarah Wayne Callies für The Walking Dead Erica Durance für Smallville Elizabeth Mitchell für V – Die Besucher Anna Paquin für True Blood Kyra Sedgwick für The Closer |
| 2012 |                | Anna Torv             | Fringe – Grenzfälle des FBI                | Mireille Enos für The Killing Lena Headey für Game of Thrones Jessica Lange für American Horror Story: Murder House Eve Myles für Torchwood: Miracle Day Kyra Sedgwick für The Closer                                                                                     |
| 2013 |                | Anna Torv             | Fringe – Grenzfälle des FBI                | Moon Bloodgood für Falling Skies Mireille Enos für The Killing Sarah Paulson für American Horror Story: Asylum Charlotte Riley für Die Tore der Welt Tracy Spiridakos für Revolution                                                                                      |
| 2014 |                | Vera Farmiga          | Bates Motel                                | Jennifer Carpenter für Dexter Anna Gunn für Breaking Bad Jessica Lange für American Horror Story: Coven Rachel Nichols für Continuum Keri Russell für The Americans |
| 2015 |                | Caitríona Balfe       | Outlander                                  | Hayley Atwell für Marvel’s Agent Carter Vera Farmiga für Bates Motel Jessica Lange für American Horror Story: Freak Show Rachel Nichols für Continuum Rebecca Romijn für The Quest – Die Serie                                                                            |
| 2016 |                | Caitríona Balfe       | Outlander                                  | Gillian Anderson für Akte X – Die unheimlichen Fälle des FBI Melissa Benoist für Supergirl Kim Dickens für Fear the Walking Dead Rachel Nichols für Continuum Krysten Ritter für Marvel’s Jessica Jones Rebecca Romijn für The Quest – Die Serie                          |
| 2017 |                | Melissa Benoist       | Supergirl                                  | Caitríona Balfe für Outlander Kim Dickens für Fear the Walking Dead Vera Farmiga für Bates Motel Lena Headey für Game of Thrones Sarah Paulson für American Horror Story: Roanoke Winona Ryder für Stranger Things                                                        |
| 2018 |                | Sonequa Martin-Green  | Star Trek: Discovery                       | Gillian Anderson für Akte X – Die unheimlichen Fälle des FBI Caitríona Balfe für Outlander Melissa Benoist für Supergirl Lena Headey für Game of Thrones Adrianne Palicki für The Orville Sarah Paulson für American Horror Story: Cult Mary Elizabeth Winstead für Fargo |
| 2019 |                | Emilia Clarke         | Game of Thrones                            | Caitríona Balfe für Outlander Melissa Benoist für Supergirl Sandra Oh für Killing Eve Adrianne Palicki für The Orville Candice Patton für The Flash Jodie Whittaker für Doctor Who                                                                                        |
| 2021 |                | Caitríona Balfe       | Outlander                                  | Melissa Benoist für Supergirl Regina King für Watchmen Sonequa Martin-Green für Star Trek: Discovery Thandie Newton für Westworld Candice Patton für The Flash Rhea Seehorn für Better Call Saul                                                                          |
| 2022 | Netzwerk/Kabel | Rhea Seehorn          | Better Call Saul                           | Caitríona Balfe für Outlander Kylie Bunbury für Big Sky Courteney Cox für Shining Vale Melanie Lynskey für Yellowjackets Rose McIver für Ghosts Elizabeth Tulloch für Superman & Lois                                                                                     |
|      | Streaming      | Ming-Na Wen           | Das Buch von Boba Fett                     | Millie Bobby Brown für Stranger Things Britt Lower für Severance Erin Moriarty für The Boys Elizabeth Olsen für WandaVision Beth Riesgraf für Leverage 2.0 Kate Siegel für Midnight Mass                                                                                  |
| 2024 |                | Caitríona Balfe       | Outlander                                  | Lauren Cohan für The Walking Dead: Dead City Emma D’Arcy für House of the Dragon Rebecca Ferguson für Silo Tatiana Maslany für She-Hulk: Die Anwältin Rose McIver für Ghosts Elizabeth Tulloch für Superman & Lois                                                        |
| 2025 |                | Rosario Dawson        | Ahsoka                                     | Emma D’Arcy für House of the Dragon Jodie Foster für True Detective Danai Gurira für The Walking Dead: The Ones Who Live Kathryn Hahn für Agatha All Along Melissa McBride für The Walking Dead: Daryl Dixon Ella Purnell für Fallout                                     |